# Sicalis lebruni
Sicalis lebruni е вид птица от семейство Тангарови (Thraupidae).

## Разпространение
Видът е разпространен в Аржентина и Чили.